# Tore Håkonsson
Tore Håkonsson (norrön: Þórir byskupsson Hákonarson) († 1317) war norwegischer Kanzler, Sýslumaður und Diplomat.
Sein Vater war Bischof Håkon von Oslo, später Erzbischof, seine Mutter ist unbekannt. 1276 heiratete er Ingebjørg Erlingsdotter, Tochter von Erling Alvsson zu Tornberg und hatte mit ihr den Sohn Håkon Toresson und die Tochter Elin Toresdatter.
Seine Ehe mit Ingebjørg Erlingsdotter stärkte seine Stellung gegenüber dem König und damit auch seine politische und wirtschaftliche Position innerhalb der norwegischen Führungsschicht, denn sie entstammte einem Geschlecht mit großem Grundbesitz im Lande.
Im Laufe von 50 Jahren hatte Tore unter drei Königen eine wichtige Funktion in der norwegischen Reichsregierung inne. Dies geschah zum Teil vor Ort als Sýslumaður, teils als maßgeblicher Berater in außenpolitischen Angelegenheiten. Zu Beginn seiner Karriere nahm er auch wichtige Aufgaben in der zentralen Verwaltung wahr.

## Politik

### Bis 1280
1271 wird er zum ersten Mal erwähnt, als er als Kanzler einen Königsbrief über den Bau eine Kirche in Voss siegelt. In diesem Brief wird er auch „Sira“ genannt, eine Bezeichnung für Geistliche. Das spricht zumindest für eine theologische Ausbildung. Aber die Priesterweihe dürfte er nicht erhalten haben. Denn er heiratete und stieg in der weltlichen Hierarchie bis zum Baron auf. Wahrscheinlich übernahm er das Amt als Kanzler 1270 als Nachfolger des Kanzlers Askatin. Nach der Árna saga biskups war er auch in kanonischem Recht ausgebildet, was ein Studium im Ausland nahelegt. Ebenso ist anzunehmen, dass er an der umfangreichen Gesetzgebungsarbeit des Königs Magnus lagabætir in den 1260er Jahren beteiligt war. Irgendwann vor 1273 wurde er Lehnsmann des Königs. Im Sommer 1273 wurde er vom König zusammen mit Audun Hugleiksson als Beobachter zu den Verhandlungen im Streit über die Hoheit über die ortskirchlichen Institutionen (staðamál) in Island gesandt. Er war auch 1276 auf dem Borgarthing, als das Landslov des Königs Magnus Lagabætir verabschiedet wurde.
Als Kanzler nahm er 1273 an der Reichsversammlung in Bergen teil, wo das erste Konkordat zwischen dem Königreich Norwegen und der Kirche ausgehandelt wurde. Er gehörte zu den Zeugen, die das Abkommen siegelten. Im August 1277 siegelte er neben anderen Baronen das endgültige vom Papst genehmigte Konkordat zwischen der Kirche und dem Norwegischen Reich (sættargjerda) und legte einen Eid darauf ab. Da war der Lehnsmannsstatus in „Baron“ umgewandelt worden. Bald darauf muss er im Zusammenhang mit der Übernahme der Lokal-Regierung in Østlandet das Amt als Kanzler aufgegeben haben. Damit schied er aus der zentralen Verwaltung aus und war auch nach dem Tod von König Magnus nicht an der Vormundschaftsregierung für Erik Magnusson beteiligt. Er hielt sich auch aus der Auseinandersetzung zwischen dem König und der Kirche in den 1280er Jahren heraus.

### Ab 1280
Ab den 1280er Jahren war er bis zu seinem Tode auf zwei verschiedenen Gebieten tätig: Zum einen war er Gesandter und Unterhändler im Dienste der Außenpolitik, zum anderen arbeitete er in der örtlichen Verwaltung, vor allem als Sýslumaður in der Skienssysla.

#### Außenpolitik
Seine außenpolitische Tätigkeit beruhte auf einer soliden juristischen Ausbildung und seinen Sprachkenntnissen. Im Jahre 1276 war er im Gefolge von König Magnus, der im schwedischen Thronfolgestreit vermitteln wollte. 1287 siegelte er den Schutzbrief des Königs für die dänischen Friedlosen und 1289 führte er die Gesandtschaft an, die mit dem englischen König über die Übernahme des schottischen Throns durch Margarete Eriksdatter verhandelte. Im November 1289 garantierte er das Abkommen zwischen England, Schottland und Norwegen über die Stellung Margaretes als Schottlands Königin und Erbin.
Zusammen mit Bischof Narve von Bergen leitete Tore 1290 die Delegation, die Margrete nach Schottland bringen sollte. In den 1290er Jahren war er oft mit auf den Kriegszügen in den dänischen Gewässern. 1294 gehörte er zu den Ratgebern des Königs in den entscheidenden Verhandlungen mit den deutschen Seestädten in Tønsberg. 1295 nahm er an den Vorverhandlungen für einen Waffenstillstandsvertrag zwischen Dänemark und Norwegen teil, der dann am 25. September in Hindstavl (Fünen) geschlossen wurde, und gehörte zu dessen Garanten. 1297 erhielt er einen englischen Geleitbrief für Verhandlungen im Namen König Eriks. Diese standen sicherlich im Zusammenhang damit, dass sich Norwegen im französisch-englischen Krieg Frankreich angeschlossen hatte. Obgleich er eine wichtige Rolle in der Außenpolitik Eriks spielte, wird er in dessen Regierungszeit nicht „Ratgeber des Königs“ genannt. Erst 1312 wird er ausdrücklich bei den Ratgebern König Håkons erwähnt. Aber gleichwohl ist es nicht sicher, dass er dann Mitglied des königlichen Rates war.
Auch unter Håkon V. Magnusson erhielt er diplomatische Aufträge im Ausland. Er war 1300 im Gefolge des Königs auf dessen Reise nach Dänemark und siegelte auch die Friedensverträge von 1309 und 1310.

#### Innenpolitik
Seine zentrale Position in der Lokalverwaltung in Østlandet führte zu einer Begrenzung seines Wirkungsfeldes in der königlichen Zentrale. Der König ernannte ihn schließlich zum Sýslumaður in der Skienssysla. Aber erst aus dem 14. Jahrhundert sind Dokumente über sein dortiges Wirken überliefert. So ist 1302 eine Visitationsreise durch Telemark und 1315 ein Zeugnisbrief in einer Mordsache überliefert. Sein Sohn Håkon Toresson übernahm die Skienssysla nach seinem Vater.

## Grundbesitz
Tore erwarb einen großen Grundbesitz, teils durch Erbschaft, teils durch seine Ehe, wahrscheinlich aber auch durch Kauf. In der Korrespondenz mit dem englischen König wird er regelmäßig als „Tirricus de campis ludi“ bezeichnet, wobei „campis ludi“ eine Latinisierung von Lekum (Eidsberg) = Leikvang = Spielwiese sein dürfte. Dieses Gut hatte er wahrscheinlich von seiner Mutter geerbt. Landverzeichnisse belegen, dass er auch Grundbesitz auf beiden Seiten des Oslofjords besaß. Außerdem hat er Ländereien auf den Orkneys erworben.

## Erläuterungen und Einzelnachweise
1. ↑  Die isländischen Annalen in der Flateyjarbók zum Jahre 1317.
2. ↑  Nach mehreren Stammbäumen im Netz hatte Tore mehrere Kinder, zu denen aber Belege nicht zu finden sind. Elin ist aber belegt, da sie Erling Vidkunnsson geheiratet hat. Håkon ist ebenfalls als Teilnehmer einer Delegation erwähnt.
3. ↑  „Overeenskomst mellem Kongen og Erkebiskoppen“ vom 1. August 1273 in Norges gamle Love Bd. 2 S. 455–462 (lateinisch) = Diplomatarium Norvegicum Bd. 1 Nr. 64. a.
4. ↑  „Overeenskomst mellem Kongen og Erkebiskoppen“ vom 9. August 1277 in Norges gamle Love Bd. 2 S. 462–467 (lateinisch mit Übersetzung ins Altnorwegische S. 467–477); Diplomatarium Islandicum Bd. 2 Nr. 65 mit Übersetzung ins Norrön und umfangreicher Aufzählung der überlieferten Texte.
5. ↑  Das isländische Gottskalks annáll zum Jahr 1276.
6. ↑  Diplomatarium Norvegicum Bd. 3 Nr. 24. Der dänische König Erik menved hatte die Mörder seines Vaters Erik klipping für friedlos erklärt, worauf diese nach Norwegen flüchteten.
7. ↑  Diplomatarium Norvegicum Bd. 19 Nr. 328. In diesem lateinischen Text wird Tore „Tirricum de Campis Ludi“ genannt.
8. ↑  Diplomatarium Norvegicum Bd. 19 Nr. 333.
9. ↑  Regesta Norvegica Bd. 2 Nr. 790. Sein Sohn Torvald Toresson war mit dabei.
10. ↑  Regesta Norvegica Bd. 2 Nr. 877.
11. ↑  Die dänischen Flüchtlinge operierten von Norwegen aus gegen Dänemark. Das hatte zu einem Krieg zwischen Norwegen und Dänemark geführt, der nun in den Friedensschlüssen beendet wurde.

| Personendaten    | Personendaten                                 |
| ---------------- | --------------------------------------------- |
| NAME             | Tore Håkonsson                                |
| ALTERNATIVNAMEN  | Tore Håkonsson Biskopsson                     |
| KURZBESCHREIBUNG | norwegischer Kanzler, Sýslumaður und Diplomat |
| GEBURTSDATUM     | 13. Jahrhundert                               |
| STERBEDATUM      | 1317                                          |